# Animosity (альбом The Berzerker)
Animosity — четвёртый студийный альбом австралийской дэтграйнд-группы The Berzerker, выпущенный 12 февраля 2007 года на лейбле Earache Records. Британский музыкальный журнал Kerrang! включил его в свой список «22 наиболее важных грайндкор-альбомов».

## Об альбоме
Как и его предшественник, World of Lies, Animosity получился среднетемповым альбомом, но уже чуть быстрее. Это последний альбом группы, который был издан на лейбле Earache Records.

## Список композиций
1. «Eye for an Eye» — 2:17
2. «Purgatory» — 3:04
3. «False Hope» — 3:29
4. «Evolution» — 2:47
5. «No more Reasons» — 2:45
6. «Retribution» — 2:41
7. «The Cancer» — 3:09
8. «Weapons of War» — 2:31
9. «Heavily Medicated» — 2:26
10. «Lonely World» — 3:47

Limited Edition содержал второй диск Live in London. Концерт записан 16 декабря 2006 года.

### Список песен второго диска
1. «Intro»
2. «Forever»
3. «Compromise»
4. «The Principles and Practices of Embalming»
5. «Y»
6. «Never Hated More»
7. «World of Tomorrow»
8. «Disregard»
9. «All About You»
10. «Cannibal Rights»
11. «Heavily Medicated»
12. «Burnt»
13. «Afterlife»
14. «Chapel of Ghouls» (Morbid Angel cover)
15. «Pure Hatred»
16. «Deform»
17. «No One Wins»
18. «Death Reveals»
19. «Reality»"
20. «Committed to Nothing»
21. «Corporal Jigsore Quandary» (Carcass cover)

## Участники записи
- Люк Кенни — вокал, программирование ударных
- Джейсон — гитара, бас-гитара